# Pèire Cardenal

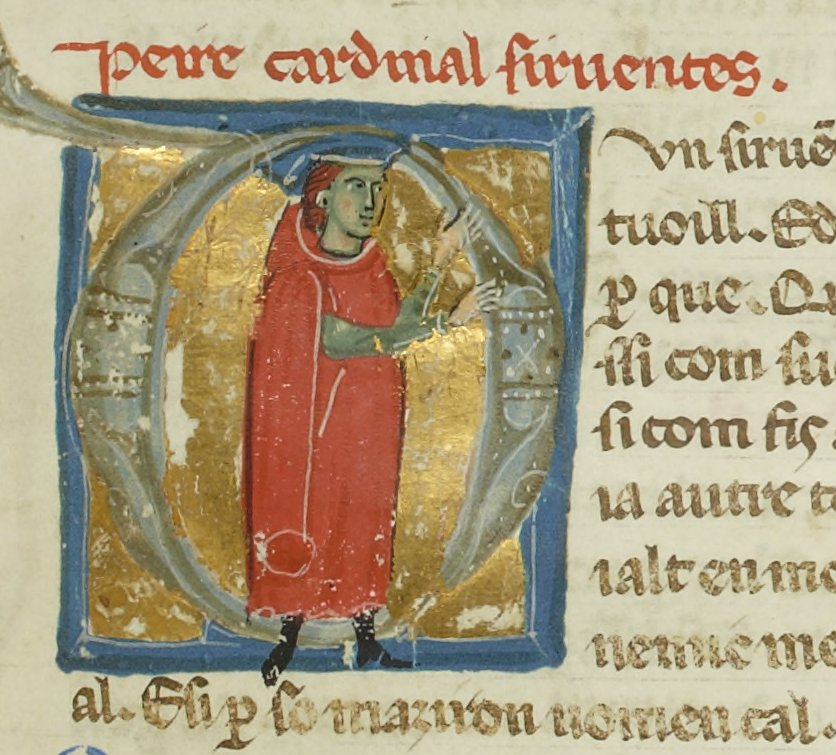
Figura de Pèire Cardenal, treta d'un cançoner llombard del : BnF ms. 854 fol. 164; cançoner I

Pèire Cardenal (lo Puèi de Velai, Alvèrnia, 1180 - Montpeller 1278) fou un trobador occità. Fou poeta de cort dels comtes de Tolosa Ramon VI i Ramon VII, però, quan Tolosa de Llenguadoc passà a mans del rei de França, trobà refugi a Montpeller. Fou un notable estilista, canvià la inspiració amorosa per la sàtira i escriví sirventesos, on atacà els clergues rapinyaires i els botxins de la civilització occitana. Denuncià amb vehemència la immoralitat del seu temps.

## Poesies
Es conserven un gran nombre de poesies seves, gairebé 80, de les quals tres amb la música.